# Sofisten (dialog)
Sofisten (græsk Σοφιστής Sophistḗs, latiniseret Sophista) er en filosofisk dialog, skrevet af den oldgræske filosof Platon. Det er et af hans sene værker. Værket indeholder en fiktiv samtale. Hovedpersonen er en ikke benævnt fremmed fra Elea og den unge matematiker Theaithetos. Biroller indehaves af Platons lærer Sokrates og matematikeren Theodoros fra Kyrene.
De to debattører stiller sig den opgave at bestemme begrebet "sofist". Sofisten, en underviser i retorik skal bestemmes nøjagtigt, således af dette erhverv bestemmes i henhold til sit væsen og kan afgrænses fra alle andre aktiviteter. Først indøves teknikken i begrebsbestemmelsen ved at betragte et enkelt eksempel, fiskeren. Den filosofiske set overlegne fremmede leder samtalen. Under definitionen benyttes teknikken dihairesis: At man bliver ved med at opdele et overordnet begreb i underbegreber, indtil man når frem til en præcis definition af det undersøgte begreb. På denne måde når samtalepartnerne til sidst frem til definitionen på sofisten.
Platons hensigt er polemisk. Han er en skarp kritiker af sofismen, en omstridt dannelsesbevægelse, der skabte stort røre i hans hjemby Oldtidens Athen. Platon mente sofisterne var charlataner, der argumenterede useriøst, forvandlede logikken til en leg og ikke havde den viden de påstod at have. Derved lader han den fremmede og Theaitetos komme frem til den konklusion, at sofisten er en særlig type bedrager.
Bedragets tema giver samtalepartnerne anledning til en undersøgelse af væren og ikke-væren. Hvis væren og ikke-væren adskilles i for høj grad, og det ikke-værende ikke findes, kan der ikke findes falskhed eller en forklaring af, hvad bedrag er. Derfor må der bestå en forbindelse mellem væren og ikke-væren, der muliggør bedrageriske udtryk; det ikke-værende må være reelt og givet, sammen med det værende. Denne undersøgelse fører til almene teser om ontologi, altså læren om væren eller det værende.
Den moderne forskning anser Sofisten for at være den første udarbejdelse af en differentieret ontologi i den vestlige filosofi. For første gang undersøges spørgsmålet "Hvad er væren?". Gennem en intensiv undersøgelse af den førsokratiske filosof Parmenides nåede Platon frem til resultater, der gjorde det muligt for ham at lave en samlet tolkning af de komplekse forhold mellem væren og ikke-værende, enhed og flerhed. Samtidigt formulerer han her vigtige teser omkring logik og sprogfilosofi. For den senere udvikling af læren om kategorier var hans indførsel af fem øverste arter vejvisende. Endnu i nutiden har hans undersøgelse af værensspørgsmålet stor indflydelse.

## Dialogens deltagere
Den egentlige dialog udspiller sig mellem den fremmede og Theaithetos, de andre deltagere deltager kun i indledningen. Den fremmede er hovedfiguren, indfører de vigtigste tanker, og hans yngre uerfarne samtalepartner indskrænker sig over lange passager til at ytre enighed og stille spørgsmål. Derfor virker Sofisten, i modsætning til andre af Platons dialoger, relativt "dogmatisk". Mæutikken, den didaktik som Platons Sokrates-figur er kendt for, mangler helt. Ud over de fire personer med replikker, er et antal tavse tilhørere til stede.
Den fremmede
Den fremmedes navn nævnes ikke. Hans tænkning er præget af den eleatiske skole, hvis centrum på det tidspunkt var i Elea. Der levede Parmenides og hans elev Zenon fra Elea. I Sofisten omtaler Theordoros den fremmede som deres "ledsager".  Den fremmede fremtræder dog ikke som konsekvent forsvarer af eleaternes rene lære. Nærmere kender og kritiserer han svaghederne i det stive eleatiske verdensbillede, som han til dels har frigjort sig fra. Hans overbevisning stemmer herved overens med Platons, hvis ontologi forudsætter en overvindelse af de eleatiske begreber om væren og ikke-væren. Det billede den fremmede giver af den eleatiske filosofi, videregiver ikke nøjagtigt Parmenides' lære om væren, men præsenterer den i en form der er tilpasset til Platons didaktiske målsætning. Nogle filosofihistorikere mener, at den opfattelse at den fremmede/Platon vil modbevise Parmenides filosofi, beror på en misforståelse. I virkeligheden har han kun forandret den og beskyttet den mod sofistiske fejlfortolkinger.
Forskningen er generelt af den mening at den fremmede er en frit opfunden figur. Han optræder både i Sofisten og Statsmanden med stor autoritet, hans udredninger bestemmer samtalens forløb og accepteres. Derfor er den brede antagelse, at han udtrykker Platons egen opfattelse. Fortalere for denne fortolkning henviser dertil, at Sokrates, der normalt har rollen som autoriteten i Platons dialoger, kun er tilhører til den fremmede og ingen indvendinger har, altså tilsyneladende billiger den fremmedes teorier. Ikke alle filosofihistorikere er enige i denne fortolkning. Andre mener at Platon har en kritisk distance til den fremmedes undersøgelsesmetode og vil vise læseren, hvor uholdbar den er. I denne betydning har man oven i købet tolket Sokrates' tavshed som misbilligelse. Denne tolkning er et mindretalssynspunkt, og er blevet direkte modsagt. Den fremmede udviser både betragtelig overensstemmelse med Sokrates, såvel som store forskelle. Giuseppe Agostino Roggerone mener at den fremmedes synspunkt er identisk med den unge Aristoteles, der var en af Platons elever.
Theaitetos
Theaitethos er ung i dialogen. Ligeledes som i den efter ham nævnte dialog Theaitethos er hans rolle at være en ny, men lærevillig elev. Hans erfarne samtalepartner forsyner ham med den nødvendige viden og gør ham fortrolig med undersøgelsesmetoden med at undersøge krævende spørgsmål. Den første lektion får han i Theaitetos. Der lærer han grundlaget for den filosofiske samtale, og vinder takket være den dialektisk dygtige Sokrates værdifuld erkendelse. Den følgende dag hjælper den fremmede ham i Sofisten til yderligere indsigter, der uddyber hans forståelse af jagten på sandhed. I Theaitetos giver Platon et meget positivt billede af den fysisk uanseelige, men højtbegavede unge matematiker. Også i Sofisten behandles Theaithetos med respekt.
Theaitetos er en virkelig person.

## Literatur
Oversigter
- Michael Erler: Platon (Grundriss der Geschichte der Philosophie. Die Philosophie der Antike, redigeret af Hellmut Flashar, Bd. 2/2). Schwabe, Basel 2007, ISBN 978-3-7965-2237-6, S. 238–244, 641–645

Kommentarværker
- Seth Benardete: The Being of the Beautiful. Plato’s Theaetetus, Sophist, and Statesman. The University of Chicago Press, Chicago/London 1984, ISBN 0-226-67037-6
- Christian Iber: Kommentar. In: Ursula Wolf (Hrsg.): Platon: Sophistes. Suhrkamp, Frankfurt am Main 2007, ISBN 978-3-518-27004-2, S. 179–496
- Giancarlo Movia: Apparenze, essere e verità. Commentario storico-filosofico al „Sofista“ di Platone. Vita e Pensiero, Milano 1991, ISBN 88-343-0533-7 (Darstellung aus der Sicht der „Tübinger und Mailänder Schule“)
- Lambert Marie de Rijk: Plato’s Sophist. A Philosophical Commentary. North-Holland Publishing Company, Amsterdam 1986, ISBN 0-444-85627-7
- Gustav Adolf Seeck: Platons Sophistes. Ein kritischer Kommentar. Beck, München 2011, ISBN 978-3-406-62558-9

Undersøgelser
- David Ambuel: Image and Paradigm in Plato’s Sophist. Parmenides Publishing, Las Vegas 2007, ISBN 978-1-930972-04-9
- Paolo Crivelli: Plato’s Account of Falsehood. A Study of the Sophist. Cambridge University Press, Cambridge 2012, ISBN 978-0-521-19913-1 (Untersuchung aus der Perspektive der modernen Sprachphilosophie)
- Andreas Eckl: Sprache und Logik bei Platon, Teil 2: Ideenlogik und Logik der grammatischen Form im Sophistes. Königshausen & Neumann, Würzburg 2011, ISBN 978-3-8260-4403-8
- Christoph Hochholzer: Teile und Teilhabe. Eine Untersuchung über Platons „Sophistes“. De Gruyter, Berlin/Boston 2016, ISBN 978-3-11-045170-2
- Peter Kolb: Platons Sophistes. Theorie des Logos und Dialektik. Königshausen & Neumann, Würzburg 1997, ISBN 3-8260-1294-1
- Fabián Mié: Dialéctica, predicación y metafísica en Platón. Investigaciones sobre el Sofista y los diálogos tardíos. Ediciones del Copista, Córdoba 2004, ISBN 987-563-032-2 (Darstellung aus der Sicht der „Tübinger und Mailänder Schule“)
- Noburu Notomi: The Unity of Plato’s Sophist. Between the Sophist and the Philosopher. Cambridge University Press, Cambridge 1999, ISBN 0-521-63259-5
- Stanley Rosen: Plato’s Sophist. The Drama of Original and Image. Yale University Press, New Haven 1983, ISBN 0-300-02964-0
- Paul Seligman: Being and Not-being. An Introduction to Plato’s Sophist. Nijhoff, Den Haag 1974, ISBN 90-247-1580-6

Artikelsamlinger
- Pierre Aubenque (red.): Etudes sur le Sophiste de Platon. Bibliopolis, Neapel 1991, ISBN 88-7088-250-0
- Beatriz Bossi, Thomas M. Robinson (red.): Plato’s Sophist Revisited. De Gruyter, Berlin 2013, ISBN 978-3-11-028695-3

Reception
- Markus J. Brach: Heidegger – Platon. Vom Neukantianismus zur existentiellen Interpretation des „Sophistes“. Königshausen & Neumann, Würzburg 1996, ISBN 3-8260-1136-8